# Armand Steinberg
Pour les articles homonymes, voir Steinberg.
Armand Steinberg, né le 25 juillet 1910 dans le 3e arrondissement de Paris et mort le 9 avril 2014 à Dieppe, est un des trois survivants de la rafle de la rue Sainte-Catherine, dont le témoignage est lu au procès de Klaus Barbie. Survivant d'Auschwitz, il est libéré à Dachau en mai 1945. Ce médecin français, centenaire, longtemps silencieux, fait l'objet d'un documentaire : Le Témoin impossible,,.

## Biographie
Armand Steinberg est né le 25 juillet 1910, dans le 3e arrondissement de Paris. Son père, Moritz Steinberg, est né à Iași (Roumanie) le 28 août 1877 et sa mère, Johanna Bender, à Lohnsfeld (Empire allemand) le 6 décembre 1882. De confession juive, ils se marient en 1908 à Paris, où ils exercent la profession de bijoutiers-horlogers. Armand à un frère cadet, Robert Steinberg, né à Paris le 1er octobre 1911.

### Rafle de la rue Sainte-Catherine à Lyon
Seules 3 personnes sur 84 survivent à la rafle au siège de l'Union générale des israélites de France (UGIF), rue Sainte-Catherine du 9 février 1943 : Armand Steinberg, Aron Luxemburg et Siegfried Driller. Le premier est déporté et survit à la Shoah. Les deux autres, Luxenburg (né le 19 janvier 1899, à Łódź, en Pologne) et Driller (né le 16 septembre 1896, à Vienne, parviennent à s'évader.
La rafle à l'UGIF est un des 17 chefs d'accusation retenus contre Klaus Barbie comme crime contre l'humanité.

### Déportation
Armand Steinberg est emmené à la prison Montluc, puis transféré au camp de Drancy, et déporté à Auschwitz, par le convoi no 57, en date du 18 juillet 1943, d'où il sera déporté au camp de concentration de Dachau et libéré en mai 1945.

### Témoignage au procès Barbie
Le témoignage du docteur Armand Steinberg, enregistré le 17 février 1987, est lu le 20 mai 1987, le 8e jour du procès de Klaus Barbie à 16:54. Il décrit la rafle à l'UGIF, son passage à la prison Montluc, le camp de Drancy, Auschwitz, et finalement le camp de concentration de Dachau, où il est libéré en mai 1945.

### Depuis 1945
En 2014, il reçoit Bochurberg et Klarsfeld, les réalisateurs du film Les Témoins impossibles.